# Monte Normann
El monte Normann (en inglés: Mount Normann) es una elevación de 1240 m s. n. m. de altura, ubicada a unos 1,6 kilómetros al norte de la ensenada Smaaland en la parte sur de Georgia del Sur, en el océano Atlántico Sur, cuya soberanía está en disputa entre el Reino Unido el cual las administra como «Territorio Británico de Ultramar de las islas Georgias del Sur y Sandwich del Sur», y la República Argentina que las integra al Departamento Islas del Atlántico Sur, dentro de la Provincia de Tierra del Fuego, Antártida e Islas del Atlántico Sur. El nombre ha aparecido en las cartas desde 1930. Fue examinado por el SGS en el período de 1951 a 1957, y nombrado por el Comité Antártico de Lugares Geográficos del Reino Unido (UK-APC) por Wilhelm Normann (1870-1939), químico alemán, cuyo trabajo condujo a la introducción en aproximadamente 1907 el proceso de hidrogenación para el endurecimiento del aceite de ballena.